# 1 대 100의 에피소드 목록 (2018년)
아래는 대한민국의 방송사 한국방송공사 KBS 2TV의 퀴즈 프로그램으로 방송된 《1 대 100》의 역대 1인 도전자 목록 및 역대 도전자의  2017년 에피소드 목록을 나열한다.

## 작성 요령
- 홈페이지의 2007년 5월 1일 ~ 2016년 12월 27일까지 다시보기 서비스는 없어진 중에서 다시보기 리스트 목록이 나와있지 않았다.  이후 미정
- 홈페이지의 2018년 8월 5일 다시보기 서비스는 2017년 1월 3일 이후부터 2018년 12월 18일까지 기준이며, 이후 미정 (해당 방송일 이후 기준)
- 홈페이지의 다시보기 서비스(TV클립 포함)는 종영 이후 없어졌다. 이후 미정
- 해당 1인 도전자의 방송일은 변경될 수 있다.
- 해당 방송일은 결방되거나 다음주로 변경될 수 있었다.

## 에피소드 목록
| 회차          | 방송일    | 1인 도전자(직업 - 분야)                                                            | 최종단계(성적) | 우승자 | 적립 상금(만원) | # | 최후의 1인(직업 - 분야) | 방송 분량         | VOD           | 비고  |
| ------------- | --------- | ---------------------------------------------------------------------------------- | -------------- | ------ | --------------- | - | ----------------------- | ----------------- | ------------- | ----- |
| 529           | 8월 7일   | 김민정(38기)(前 아나운서)                                                          | 6단계          |        | 469만원         |   | 손용진                  | ??:?? (이후 미정) | X (이후 미정) | [ 1 ] |
| 535           | 10월 9일  | 김보민(아나운서) (2번 이상 재도전)                                                 | 6단계          |        | 279만원         |   | 강수정(교사)            | ??:?? (이후 미정) | X (이후 미정) |       |
| 535           | 10월 9일  | 대도서관(크리에이터)                                                               | 6단계          |        | 265만원         |   |                         | ??:?? (이후 미정) | X (이후 미정) |       |
| 538           | 10월 30일 | 안현모(동시통역사)                                                                 | 9단계          |        | 768만원         |   |                         | ??:?? (이후 미정) | X (이후 미정) |       |
| 544(마지막회) | 12월 18일 | 유민상(개그맨)·(故)박지선 (1984년생 개그우먼)(前 개그우먼)(이상 2명 동시 재도전자) | 7단계          |        | 309만원         |   |                         | ??:?? (이후 미정) | X (이후 미정) |       |

## 결방 사유
- 2월 13일 : 2018년 동계 올림픽 중계방송으로 인한 결방
- 3월 27일 : 특선 영화 특별시민 편성으로 인한 결방
- 6월 19일 : 2018년 FIFA 월드컵 중계방송으로 인한 결방
- 8월 21일 : 2018년 아시안 게임 중계방송으로 인한 결방
- 9월 11일 : KBS 스포츠 2018 축구 친선경기 대한민국 VS 칠레 중계방송으로 인한 결방
- 9월 25일 : 추석 특선 영화 트랜스포머: 최후의 기사 편성으로 인한 결방
- 11월 20일 : 월화드라마 최고의 이혼 재방송으로 인한 결방